# El Cazador (корабль)
El Cazador — испанский корабль, затонувший в 1784 году в Мексиканском заливе.

## История
El Cazador являлся 27 метровым испанский бригом. Предполагалось, что он был вооружён 18 пушками.
11 января 1784 года он отчалил от Веракруса в сторону Нового Орлеана. Командовал судном лейтенант Габриэль де Кампос и Пинеда. Грузом в 17 тонн служили отчеканенные годами ранее на мексиканском монетном дворе 400 тысяч, по другим данным 450 тысяч монет, большинство из которых составляли монеты достоинством в восемь реалов. Их планировалось пустить на оплату содержания чиновников и солдат в Луизиане. Эта территория только недавно была присоединена к испанской короне, и, будучи населена французами, в ней часто вспыхивали беспорядки на национальной почве. В июне того же года корабль был объявлен пропавшим без вести.
После этого инцидента, король Испании Карл III серьёзно задумался о необходимости владения территорией Луизианы. Спустя 16 лет, уже при его сыне Карле IV, был заключён договор, по которому территорию Луизианы передавали Франции. Однако некоторые исследовали сомневаются, что потеря корабля могла серьёзно повлиять на передачу территории.
2 августа 1993 года траулер Mistake, занимавшийся промыслом рыбы в 50 милях к югу от Гранд Айл и в 50 милях от Порт Фуршон, вытащил сеть, в которую попали часть слипшихся серебряных монет. После была проведена операция по подъему груза компаниями Oceaneering и Marex International Incorporated. Они вытащили несколько тонн монет и пару бронзовых пушек корабля. Груз хранился в банке Grand Bay State Bank в городе Гранд Бэй в Алабаме. Банк управлялся компанией Franklin Mint. Interestingly, которая распродала монеты на аукционах.
Причина потопления судна неизвестна. Некоторые водолазы, которые участвовали в операции по подъему сокровищ сообщали, что часть оставшегося от корабля древесины выглядит сгоревшей.

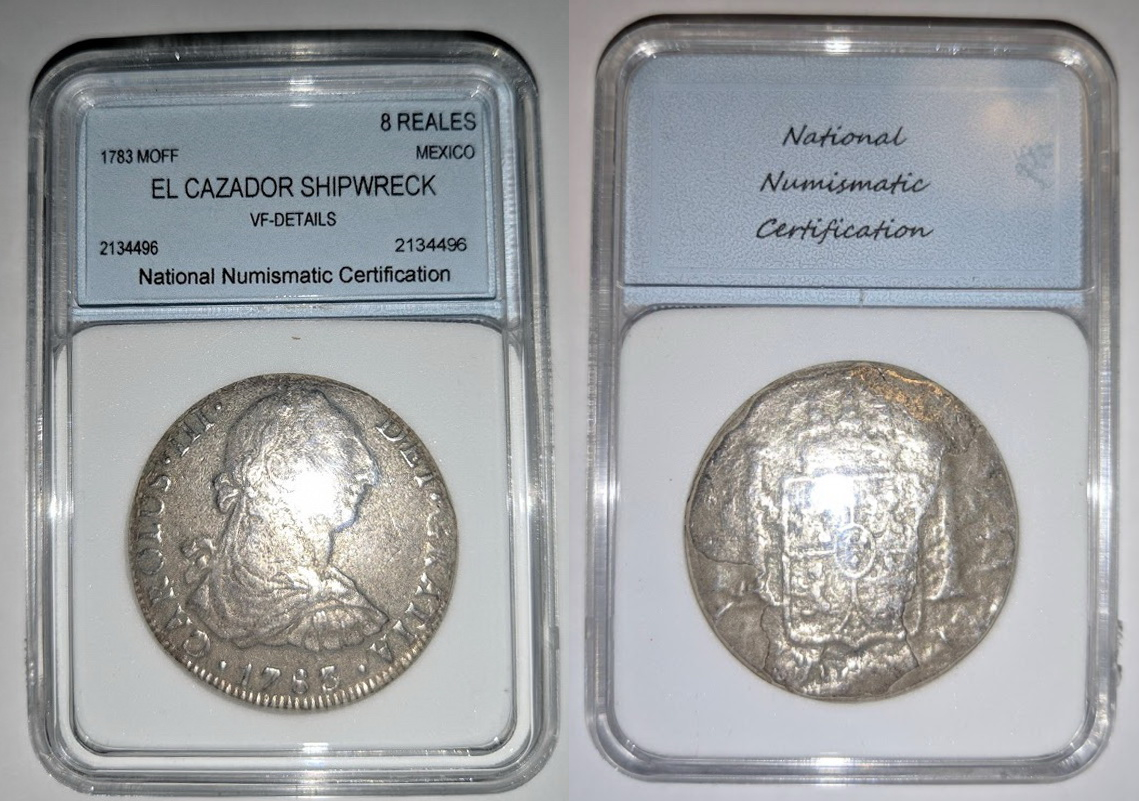
Монета, утонувшая с кораблем El Cazador